# SN 2007ei
SN 2007ei – supernowa typu Ia odkryta 31 maja 2007 roku w galaktyce A141011+0818. W momencie odkrycia miała maksymalną jasność 20,10m.